# フィリッポ・ティーミ
フィリッポ・ティーミ（Filippo Timi、1974年 - ）は、イタリアの俳優、著作家、舞台演出家。

## 経歴
1974年、ペルージャに生まれる。2009年、『時の重なる女』に出演する。同年、『愛の勝利を ムッソリーニを愛した女』でシカゴ国際映画祭最優秀男優賞を受賞する。

## フィルモグラフィー

### 映画
- 対角に土星（2007年）
- 絆（2008年）
- 時の重なる女（2009年）
- 愛の勝利を ムッソリーニを愛した女（2009年）
- 素数たちの孤独（2010年）
- ラスト・ターゲット（2010年）
- 錆び（2011年）
- アステリックスの冒険 秘薬を守る戦い（2012年）
- 帰れない山（2022年）

## 受賞
- 2009年 - 第45回シカゴ国際映画祭最優秀男優賞（『愛の勝利を ムッソリーニを愛した女』）